# 營地藏身處
《營地藏身處》（英語：Camp Hideout）是一部在2023年上映的美國成長喜劇電影，由肖恩·歐森執導，柯賓·布魯、Ethan Drew、亞曼達・雷頓、克里斯托弗·劳埃德等人領銜主演。

## 演員
- 柯賓·布魯飾演 傑克
- Ethan Drew 飾演 諾亞
- 亞曼達・雷頓（英语：Amanda Leighton）飾演 瑟琳娜
- 克里斯托弗·劳埃德飾演 法爾科
- Tyler Kowalski 飾演 奧利佛
- Zion Wyatt 飾演 查斯
- Jenna Raine Simmons 飾演 馬洛里
- Josh Inocalla 飾演 查理
- Joshua Childs 飾演 華勒斯
- Luca Alexander 飾演 特雷
- Raphael Ruggero 飾演 德魯
- Tucker Brown 飾演 保羅
- Isabelle Almoyan 飾演 貝基
- Justin Sterner 飾演 帕克
- Addy Maxwell 飾演 艾蒂
- Maya Maxwell 飾演 瑪雅
- Genesis Juarez 飾演 艾美
- Elle Wesley 飾演 菲比
- JT Underwood飾演 年幼的諾亞

## 製作

### 拍攝
本片在2021年10月在田納西州的富蘭克林進行拍攝。

## 發行
2023年5月，路邊風景電影公司宣布獲得本片在美國的發行權。 
本片在2023年9月15日上映。